# Каприоло, Доменико
Доменико Каприоло (итал. Domenico Capriolo; 1494—1528) — итальянский художник эпохи Ренессанса.
Родившись в Венеции, он, видимо, сформировался в художественном кругу этого города — в ближайшем окружении Джорджоне, что видно по его работам. Около 1517 года он переезжает в Тревизо, где женится на Камилле, дочери живописца Пьера-Марии Пенначчи. В 1520 получил заказ на выполнение фресок в соборе Тревизо. Портрет Лелио Торелли, датированный 1528 годом, — последняя известная работа Каприоло.
Ранняя смерть помешала дальнейшей эволюции его стиля. Каприоло был убит отчимом своей жены, после нескольких лет тяжб о её приданом.

## Автопортрет
«Портрет молодого человека» (1512) из собрания Эрмитажа — возможно, автопортрет художника. Источник поступления в музей: собрание Кроза в Париже (1772). Долгое время картина считалась работой (автопортретом) самого Джорджоне, также автопортретом Франческо Доминичи.
На медальоне присутствует надпись MDXII DOMINICVS A XXV.
«Каприоло подробно рассказывает обо всём, что окружает его модель, и тем самым помогает создать характеристику портретируемого. На зрителя смотрит молодой человек в полном расцвете физических и духовных сил. Фоном служит нарядное здание, сквозь пролёт арки в глубине виднеется церковь, нишу справа украшает античная статуя Венеры, руки юноши лежат на папке (с эскизами или стихами?) — таким образом дается намек на богатство духовной жизни, на увлечение древностью и искусством. Человек прекрасен и душой, и телом — лицо выразительно, кудри роскошны; великолепен и наряд: меховая накидка, соскользнув с плеча, открывает разноцветный костюм с пышными рукавами. Художник оставляет вокруг портретируемого много свободного пространства. (…) Доменико Каприоло, изображая конкретного человека, создает одновременно идеальный образ. На первом плане, справа, художник поместил большой золотой медальон, в центре его — косуля; по краям — дата выполнения портрета: 1512 (?), последняя цифра читается неясно; затем идет написанное по-латыни имя художника — Доменико — и число 25, указывающее на возраст изображенного. В медальоне живописец зашифровал свою подпись — Доменико Каприоло, так как сарriola по-итальянски означает „косуля“».
Версию о том, что изображение косули является «подписью» Доменико Каприоло, выдвинула известная исследовательница творчества Джорджоне Т. Д. Фомичёва. Является ли картина автопортретом — под вопросом.
Картина была весьма популярна на протяжении веков и неоднократно копировалась.